# Franciszek Kowalski (poeta)
Franciszek Kowalski (ur. 21 marca 1799 w Pawołoczy koło Berdyczowa, zm. 10 października 1862 w Kijowie) – polski poeta, pedagog, pamiętnikarz, tłumacz.
Kształcił się w Liceum Krzemienieckim. Jeszcze w czasach szkolnych zajął się przekładami dzieł Moliera. W 1824 przeniósł się do Warszawy, gdzie żył z guwernerki. W 1829 został nauczycielem języka i literatury polskiej w szkole wojewódzkiej w Szczebrzeszynie. 
W czasie powstania listopadowego wstąpił do 16. Pułku Piechoty. Przeniósł się do Legii Litewsko-wołyńskiej, zaraz po jej utworzeniu. W czasie oblężenia Zamościa był podporucznikiem, dowódcą plutonu w szwadronie kpt Michała Gołębiowskiego. Po poddaniu się twierdzy przebywał do września 1832 w niewoli w Kamieńcu Podolskim. 
Przeniósł się do Galicji, gdzie pracował jako guwerner. W 1849 został archiwistą w Tulczynie Potockich. W 1861 przeniósł się do Czerniatyna koło Baru. W 1862 wyjechał na kurację do Kijowa. 
Znany z tekstów pieśni: Tam na błoniu błyszczy kwiecie (Ułan na wedecie), Maliniak (Inc.: Stańmy bracia wraz).

## Dzieła
- Tłumaczenia: 
  - Moliera - Małżeństwo przymuszone, Miłość doktorem (1821), Doktor z musu[1], Wykwitntne panienki, Skąpiec (1822), Mieszczanin szlachcic (1823), Pan Gapiełło, Grzegorz Fafuła.
  - Walter Scotta - Rozbójnik morski (1830)
- Poezje:
  - Miecz i lutnia, czyli Śpiewy wolności wolnego Polaka przez tłumacza Moliera, podoficera Legii Litewsko-wołyńskiej[2] (1831)
- Książki dla dzieci:
  - Złote ziarna, powieść dla zabawy i nauki dla dzieci (1841), Wiązanie Bronia, powiastki obyczajowe dla młodych chłopców[3] (1852)

W 1852 opublikował Wspomnienia w 2 tomach.